# Pedro Saturnino Vieira de Magalhães
Pedro Saturnino Vieira de Magalhães, mais conhecido como Pedro Saturnino (Fazenda Bom Jesus, Cabo Verde, 29 de junho de 1883 — Curitiba, 18 de março de 1953) foi um professor, poeta e filósofo brasileiro.

## Biografia
Filho de Saturnino Vieira e Silva e de Candida Carolina de Magalhães Vieira, era casado com sua prima Judith Magalhães Navarro (neta do segundo Barão de Cabo Verde), pai do pintor Loio-Pérsio e tio materno do, também poeta, Domingos Paoliello.
Graduou-se em Letras e em Ciências Naturais e Farmacêuticas, em 1906, pela Escola de Farmácia, Odontologia e Obstetrícia da futura Universidade de São Paulo, na rua Três Rios. Cursou, no Mackenzie College, engenharia civil até o começo do quarto ano.
Exerceu o magistério em várias cidades de Minas Gerais e São Paulo, lecionando Física, Química, História Natural, Português e Inglês. Era orador eloqüente, de personalidade cativante e fluente nas palavras.
"Ninguém, na literatura brasileira, escreveu coisas mais belas respeito aos cantores alados que povoam nossas matas" - constatação do grande Cassiano Ricardo, referindo-se a Pedro Saturnino.
Publicou, Grupiaras, em 1922, Boitatás pela Editora Hélios que pertencia a Cassiano Ricardo, ao irmão de Menotti del Picchia, Jose e a Pedro Saturnino.

## Homenagens ao poeta
- Membro da Academia de Letras "José de Alencar" de Curitiba.
- Patrono de cadeira do Centro de Letras do Paraná.
- Patrono da Academia de Letras de Poços de Caldas.
- Patrono da Academia de Letras de Campanha.
- Patrono da Academia de Letras de Brasilia.
- Patrono da Academia de Letras de Jundiai.
- Nome de uma das ruas de Curitba.
- Nome da Biblioteca Municipal de São João da Boa Vista.
- Nome do Colegio e Escola Normal Estadual de Cabo Verde.
- Menção Honrosa da Academia Brasileira de Letras para o livro Boitatás.

## Principais obras
- Grupiaras (1922)
- Boitatas
- Nodoas (1947)
- De Galope
- Salamandras
- Sambaqui
- Itajuba
- Mãe de Ouro, premiado em 1949 no concurso Centro de Letras do Paraná, foi seu último livro publicado, em 1951.